# Oxycheilinus nigromarginatus
Oxycheilinus nigromarginatus là một loài cá biển thuộc chi Oxycheilinus trong họ Cá bàng chài. Loài này được mô tả lần đầu tiên vào năm 2003.

## Từ nguyên
Từ định danh nigromarginatus trong tiếng Latinh có nghĩa là "có dải viền đen" (nigro: "màu đen" + marginatus: "có viền ở rìa"), hàm ý đề cập đến dải viền đen nổi bật ở rìa sau vây đuôi của loài này.

## Phạm vi phân bố và môi trường sống
O. nigromarginatus có phạm vi phân bố ở Tây Nam Thái Bình Dương. Loài này được ghi nhận ở vùng bờ biển bang New South Wales (Úc), quần đảo Chesterfield, Nouvelle-Calédonie và Tonga, sau đó được biết đến thêm tại Fiji.
O. nigromarginatus sống gần các rạn san hô ở những đầm phá trên nền đáy cát ở độ sâu trong khoảng từ 10 đến 128 m.

## Mô tả
O. nigromarginatus có chiều dài cơ thể tối đa được ghi nhận là 16 cm. Thân màu đỏ (nhạt hơn ở nửa dưới) với 5 dải sọc trắng ở nửa thân trên; nửa thân dưới lấm chấm các vệt trắng nhỏ tạo thành các sọc ngang. Bao quanh mắt là các vệt sọc màu cam tươi. Vây ngực trong suốt với các tia vây màu cam nhạt; các vây còn lại màu đỏ nhạt, lốm đốm các vệt trắng và đỏ. Dải viền đen ở rìa sau của vây đuôi vẫn giữ được màu khi các mẫu vật được ngâm trong cồn bảo quản.
Số gai ở vây lưng: 9; Số tia vây ở vây lưng: 10; Số gai ở vây hậu môn: 3; Số tia vây ở vây hậu môn: 8; Số tia vây ở vây ngực: 13; Số gai ở vây bụng: 1; Số tia vây ở vây bụng: 5.

## Sinh thái
Thức ăn của O. nigromarginatus có lẽ là các loài động vật giáp xác nhỏ.

### Trích dẫn
- J. E. Randall; M. W. Westneat; M. F. Gomon (2003). "Two new labrid fishes of the genus Oxycheilinus from the South Pacific" (PDF). Pacific Science. Quyển 54 số 20. tr. 361–370.